# فنی استراتفورد
فنی استراتفورد (به انگلیسی: Fenny Stratford) یک شهرک در بریتانیا است که در انگلستان واقع شده‌است.